# قائم‌مقام رئیس هیات
قائم‌مقام رئیس هیات ( DCM، در اروپا اصطلاح معاون مأمور - DHoM یا DHM به جای آن استفاده می‌شود) دیپلمات شماره دو است که به یک سفارت یا سایر هیات‌های دیپلماتیک منصوب می‌شود. معاون رئیس هیات معمولاً به عنوان نفر دوم نسبت به رئیس هیات (معمولاً یک سفیر) در نظر گرفته می‌شود. DCM ها به‌عنوان کاردار (یعنی به عنوان سرپرست هیات) زمانی که رئیس اصلی هیات خارج از کشور میزبان است یا زمانی که پست خالی است، خدمت می‌کنند.
یک قائم‌مقام معمولاً به عنوان یک مشاور کلیدی برای روسای هیات‌ها و همچنین یک رئیس ستاد که مسئول مدیریت روزانه پست است، عمل می‌کند. قائم‌مقام بر روسای بخش‌ها (سیاسی، اقتصادی، امور عمومی، مدیریت، کنسولی) در سفارت نظارت می‌کند، آنها همچنین می‌توانند به عنوان بازرس عمل کنند و به نگرانی‌های کارکنان و مسائل مربوط به کیفیت زندگی پاسخ دهند. اکثر سفیران شغلی قبل از اولین ماموریت خود به عنوان رئیس هیات، به عنوان یک قائم‌مقام خدمت کرده‌اند.